# هربرت کراوتر
هربرت کراوتر (انگلیسی: Herbert Crowther; ۲۸ اکتبر ۱۸۸۲ – ۱۳ اکتبر ۱۹۱۶) دوچرخه‌سوار اهل بریتانیا بود.
وی در مسابقات کشوری و بین‌المللی در مجموع برندهٔ ۲ مدال نقره شده‌است.